# Sesma del Río Martín
La Sesma del Río Martín era una de las 6 sesmas o divisiones administrativas de la Comunidad de Aldeas de Teruel. La Comunidad de aldeas de Teruel fue la tercera Comunidad de aldeas del Reino de Aragón y la constituían 80 aldeas. La primera referencia es del año 1277. Estuvo vigente desde hasta la creación de las actuales provincias de Zaragoza y Teruel en 1833. En un principio las aldeas eran tributarias de Teruel hasta que tras su independencia de la ciudad se llega a la auténtica creación de la comunidad de aldeas. 
Los lugares y aldeas que formaban parte de la Sesma fueron los siguientes

Sesma del Campo de Visiedo
Sesma de Rubielos
Sesma del Campo de Cella
Sesma del Campo de Monteagudo
Sesma del Campo de Sarrión
Sesma del Río Martín

- Inojosa
- Cobatillas
- Campos
- Cirujeda
- Jarque
- Cuevas de Almudén
- Mezquita
- Valdeconejos
- Martín
- La Hoz
- Armillas
- Vibel
- Villanueva
- Fuenferrada
- La Rambla
- Las Parras

|  |